# Dominic Toretto
Dominic "Dom" Toretto é um personagem fictício e o atual protagonista da franquia Fast & Furious. Ele é interpretado por Vin Diesel e apareceu pela primeira vez no filme com o colega protagonista Brian O'Conner em The Fast and the Furious (2001). Dominic foi criado pelo roteirista Gary Scott Thompson, que foi inspirado em um artigo sobre corridas de rua que foi publicado na edição de maio de 1998 da revista Vibe, enquanto Diesel era fortemente procurado para interpretar o personagem. O personagem também aparece na série de televisão animada Fast & Furious Spy Racers (2019-2021) e no videogame Fast & Furious Crossroads (2020), ambos expressos por Diesel.
Como o patriarca de um grupo de corredores de rua, Dom atua como uma voz influente, sendo forçado ao papel de cuidador principal após a morte prematura de seu pai. Como líder, ele inicialmente trabalhou como mecânico de automóveis, mas eventualmente progrediu para orquestrar roubos de carros, um roubo de vários milhões de dólares e empregos ilícitos para agências governamentais.
Dominic é grosseiro, forte e tem um temperamento volátil, especialmente quando sua família está em perigo. Ele prega moralidade e lealdade, e em muitos casos também é visto como afetado e religioso. Ele é casado com Letty Ortiz, com quem ele cria um filho. Ele também é implicado como o mais forte e hábil piloto do grupo, um título que é desafiado persistentemente por Brian.
O papel fez de Diesel uma Estrela de Hollywood e é o que ele é mais associado. Ganhou os MTV Movie Awards de 2002 e 2014 para Melhor Equipa de Ecrã com Paul Walker por suas performances. Diesel serviu como produtor para as parcelas posteriores da franquia.

## Desenvolvimento
A série de filmes Fast & Furious foi inspirada em um artigo sobre corridas de rua, "Racer X", que apareceu na edição de maio de 1998 da Revista Vibe. Tendo testemunhado a morte de seu pai em uma corrida de carros de estoque, Dom fica com a responsabilidade de cuidar de sua irmã mais nova, Mia Toretto, e liderar os corredores dependentes dele. Vin Diesel foi relatado como tendo sido pago US$ 2,5 milhões para estrelar The Fast and the Furious e US$ 15 milhões para estrear e produzir Fast Five.

## Aparência
Dominic Toretto é um corredor de rua destemido, mecânico de automóveis e ex-convicto. O personagem é o irmão mais velho de Jakob e Mia Toretto. Ao longo da série, a tripulação de Dom perpetrou muitos sequestros de alta velocidade, roubando milhões de dólares em mercadorias. Ele passou a maior parte da sua vida a fugir da lei. Ele é casado com Letty Ortiz, seu parceiro de longa data.

### The Fast and the Furious
No primeiro filme, Dom é o líder de sua própria oficina de automóveis, enquanto Mia gerencia a mercearia da família em Echo Park. Além disso, ele comanda uma equipe de corridas de rua composta por Letty, Vince, Leon e Jesse. Uma disputa com seu rival Johnny Tran, de ascendência vietnamita, surge devido a um negócio mal resolvido e ao fato de Tran encontrar Dom dormindo com sua irmã.
O público desconhece que Dom e sua equipe realizam ousados sequestros semi-autopistas nas estradas, utilizando coupés Honda Civic negros para levar para casa eletrônicos no valor de milhões de dólares. Durante essas atividades, ele desenvolve uma amizade com Brian Earl Spilner, um novato piloto de corridas, que o salva de ser preso durante uma invasão da polícia de Los Angeles a uma corrida de rua.
Ao mostrar a Brian o Dodge Charger de 1970 com o qual ele havia trabalhado com seu pai antes da morte deste, Dom revela os eventos trágicos que o levaram a se afastar das corridas. Durante a última corrida de carros de estoque da temporada em 1989, seu pai, Jack, foi morto em um acidente provocado por outro piloto, Kenny Linder. Dominic confrontou Linder uma semana depois, resultando em ferimentos que o impediram de correr novamente e baniram Dominic das pistas.
Durante os conflitos entre gangues, Dominic é acusado por Johnny Tran de atrair uma invasão policial que desrespeita sua família. Em retaliação, Dom ataca Tran, mas é contido por Vince. Mais tarde, durante um sequestro que dá errado, Dom descobre que Brian é, na verdade, um agente secreto da polícia de Los Angeles. Após uma corrida de arrasto onde o Dodge Charger de Dom é danificado, Brian entrega a ele as chaves de seu Toyota Supra antes de ambos fugirem, com Dom escapando para o México e Brian tornando-se um fugitivo.

### 2 Fast 2 Furious
Dom não desempenha nenhum papel nos eventos do segundo filme, mas só é mencionado quando Brian conta a Roman Pearce sobre ele.

### The Fast and the Furious: Tokyo Drift
Dom faz uma aparição em cameo no final do filme desafiando Sean Boswell em uma corrida de deriva com seu pólvora prata 1970 Plymouth Road Runner, que ele ganhou de seu falecido amigo Han. Este filme se passa após os eventos de Fast & Furious 6 e durante Furious 7.

### Fast & Furious
Em "Fast & Furious", Dominic, Letty e sua equipe (incluindo Han, Cara, Leo e Santos) realizam com sucesso o sequestro de um petroleiro na República Dominicana, chamando a atenção das autoridades. Para proteger os outros membros da equipe, Dom dissolve o grupo e deixa Letty. Mesmo ainda sendo um fugitivo desde os eventos do primeiro filme, ele retorna a Los Angeles ao saber da morte de Letty nas mãos de Fenix Calderon.
Dom e Brian se unem novamente para enfrentar o traficante mexicano Arturo Braga, responsável por ordenar a morte de Letty durante uma corrida de drogas. Mais tarde, Dom descobre que Brian foi a última pessoa a ver Letty viva, o que o deixa furioso. No entanto, Brian explica que Letty procurou ajuda dele para limpar o nome de Dom, tornando-se uma espiã para se infiltrar na organização de Braga. Os dois resolvem suas diferenças e se unem para vingar Letty.
Após extraditar Braga para os Estados Unidos, Dom se entrega às autoridades e é sentenciado a 25 anos de prisão perpétua sem possibilidade de liberdade condicional. No entanto, o ônibus que o transporta é interceptado por Brian, Mia, Rico e Tego. Depois que Dom escapa do acidente do ônibus, o grupo foge dos Estados Unidos como fugitivos.

### Fast Five
No quinto filme, Dominic se reúne com Brian, Mia e Vince no Rio de Janeiro, Brasil. Rapidamente, eles se tornam alvos do poderoso traficante Hernan Reyes após roubar um veículo que guarda informações valiosas sobre sua fortuna de US$ 100 milhões. Essas informações os colocam como suspeitos pelo assassinato de três agentes da DEA durante uma perigosa corrida de drogas em um comboio.
Para se vingar de Reyes e evitar serem capturados, Dom e Brian formam uma equipe com Roman Pearce, Tej Parker, Han, Gisele Yashar, Rico e Tego. O objetivo é realizar um ousado assalto para roubar os US$ 100 milhões guardados no esconderijo de Reyes. Luke Hobbs, um caçador de recompensas de elite e agente federal da DSS, é enviado ao Brasil para capturar Dom e sua gangue. No entanto, após uma emboscada fatal que resulta na morte de todos os membros de sua equipe, Hobbs forma uma aliança improvável com Dom para ajudá-los no assalto.
Durante o confronto, Vince é gravemente ferido e, infelizmente, sucumbe aos seus ferimentos. Após eliminar Reyes, Hobbs permite que Dom e sua equipe deixem o Brasil com o dinheiro roubado, concedendo-lhes uma janela de 24 horas. Dom faz questão de entregar a parte de Vince do dinheiro para sua esposa e filho como forma de honrar sua memória. Além disso, Elena Neves, parceira de Hobbs, deixa a força policial e se torna o novo interesse amoroso de Dominic.

### Fast & Furious 6
No sexto filme, Dom vive em paz com Elena, sem medo de ser perseguido. Hobbs o localiza e oferece-lhe um emprego para ajudá-lo a caçar o mercenário Owen Shaw e seu sindicato de crimes em troca de perdões para ele e toda a sua equipe; Hobbs também revela que Letty está vivo e trabalhando para Shaw. Dom e Brian reassemble seu bando (menos Rico e Tego, ambos em Mônaco) em Londres para a missão, concordando com o acordo. Durante a missão de capturar Shaw, Dom é baleado por Letty, e ele mais tarde descobre que ela está sofrendo de amnésia como resultado da explosão que quase a matou em Fast & Furious. Ele a salva de cair até a morte enquanto a gangue detém Shaw a bordo de um tanque militar numa ponte na Espanha. Shaw, no entanto, revela seu plano de backup de sequestro de Mia, e a usa como alavanca para ser libertado da custódia e autorizado a sair com o microchip secreto que foi removido do tanque. Apesar da morte de Gisele, Dom e sua gangue derrotam Shaw e matam seus homens enquanto salvam Mia e o microchip em uma perseguição ousada em um aeroporto militar da OTAN. Hobbs concede os seus indulgentes, e Dom e sua gangue voltam para os Estados Unidos, até reclamando a antiga casa de Dom. Vendo Dom e Letty juntos de novo para sempre, Elena diz adeus e retorna a trabalhar com Hobbs. Em uma cena de pós-crédito, o irmão mais velho de Owen Shaw, Deckard Shaw, aparentemente mata Han em Tóquio e chama Dom para ameaçá-lo.

### Furious 7
Em Furious 7, revela-se que Owen Shaw sobreviveu aos eventos do filme anterior, mas está em coma, e seu irmão mais velho, Deckard Shaw, se tornou um vilão e está caçando a equipe de Dom. Alguma vez após os eventos de Tokyo Drift e Fast & Furious 6, Dom e Letty retornaram a L.A., mas Letty mais tarde rompe com Dom para se encontrar novamente após sua perda de memória. Enquanto isso, Shaw mata Han em Tóquio (ponta a história entre este filme e a Drift de Tóquio) e envia uma bomba para a casa de Dom, explodindo-a. Depois de recuperar o corpo de Han de Sean Boswell em Tóquio, um Dom impulsionado pela vingança decide levar Shaw sozinho, mas é parado por um líder das operações secretas e amigo de Hobbs, o Sr. Ninguém. Ninguém oferece a Dom uma maneira de caçar Shaw através de um software chamado "O Olho de Deus"; no entanto, ele também deve salvar seu criador, um hacker chamado Ramsey, do líder terrorista Mose Jakande e seus homens. Concordando com o acordo, Dominic, Brian, Letty, Tej e Roman lideram um resgate ousado através das montanhas do Azerbaijão e conseguem libertar Ramsey de seus captores. Ramsey diz-lhes que enviou o Olho de Deus para o seu amigo Zafar em Abu Dhabi. Depois de uma recuperação bem-sucedida do Olho de Deus (que também envolveu Dom e Brian saltando um Veículo através de três edifícios), eles encontram o esconderijo de Shaw, mas são emboscados pelos homens de Jakande; muitos dos homens de Nobody são mortos e ninguém é gravemente ferido, enquanto Dom e Brian mal escapam. Depois, Dom decide derrubar Shaw e Jakande em seu território em L.A. Dom e Shaw acabam em uma intensa briga no telhado de uma garagem de estacionamento, enquanto Brian e os outros distraem Jakande e Ramsey inicia um hack para fechar o Olho de Deus para sempre. Eles conseguiram fazê-lo, e Jakande é morto quando Dom pega um saco de granadas em seu helicóptero (que Hobbs dispara) antes de acertar seu veículo, fazendo com que seus amigos acreditem que ele morreu no processo. Letty então revela que ela recuperou suas memórias de seu relacionamento (o que também revela que eles foram casados em algum lugar entre a história de Los Bandoleros e Fast & Furious), e Dom se recupera de estar inconsciente. Depois disso, Brian decide se aposentar da tripulação para passar tempo com sua família. Dom sai sem dizer adeus, levando Brian a encontrá-lo em uma intersecção, e os dois têm uma última viagem antes de se despedirem.
A cena final do drive foi feita para dar ao papel de Brian uma aposentadoria limpa e um afastamento depois que o ator que o retrata, Paul Walker, morreu em um único acidente de carro em 2013.

### The Fate of the Furious
No oitavo filme, Dom e Letty estão em lua de mel em Cuba, onde Dom é abordado por uma misteriosa e sedutor mulher conhecida como Cipher. Depois de trair sua equipe durante uma operação em Berlim para roubar um dispositivo EMP que foram designados para recuperar, revela-se que Cipher - a verdadeira mente-maca por trás da tentativa de criação do dispositivo Nightshade em Fast & Furious 6 e a quase rouba do dispositivo de hacking de Deus's Eye em Furious 7 - capturou Elena e o filho desconhecido de Dom, usando-os como ferramentas de chantagem para garantir a cooperação de Dom. Durante o conflito subsequente, Dom em um momento age contra Cipher para proteger Letty do homem da mão direita de Cipher e segundo-comandante, Connor Rhodes, e em retaliação Cipher permite que Rhodes mate Elena. Apesar de Cipher rejeitar as opiniões de Dom sobre a família e seu acesso a vários sistemas de vigilância, Dom consegue usar seus contatos para passar uma mensagem para a mãe de Magdalene Shaw, Deckard e Owen, permitindo-lhe recuperar seus filhos em troca de que eles invadiram o avião de Cipher através de um dispositivo de rastreamento deslizado no colar de Dom. Uma vez que os Shaws recuperam seu filho (o que Dom não conseguiu fazer sozinho, pois o sistema de bloqueio exigia duas pessoas), Dom mata Rhodes, vingança a morte de Elena antes de se juntar à sua equipe e destruindo um submarino nuclear russo que Cipher estava tentando roubar. Embora Cipher escape, Dom promete a Elena proteger seu novo filho, nomeando-o Brian, em homenagem ao seu cunhado e melhor amigo.

### F9
Um Dom agora aposentado, que está criando o pequeno Brian numa fazenda com Letty, é chamado pelo Sr. Ninguém para parar uma missão de genocídio liderada pelo irmão mais novo de Dom, Jakob. Descobriu-se que Dom banido Jakob da família porque ele acreditava que ele causou a morte de seu pai sabotando o motor do carro de estoque, fazendo com que ele explodiu em chamas quando caiu. Dom e Jakob lutam um com o outro várias vezes no filme, com Jakob indo tão longe que querendo que Dom viva sob sua sombra ou seja morto. Jakob revela a Dom que ele adulterava o motor do carro porque seu pai lhe disse, enquanto ele estava tentando lançar a corrida para limpar algumas dívidas, mas seu plano correu mal quando Kenny Linder bateu em seu carro usando suas táticas sujas. No final do filme, no entanto, Otto trai Jakob, que se une a Dom, matando Otto e destruindo o UAV de Cipher. Dom dá às chaves do carro ao Jakob - assim como o Brian fez com Dom há vários anos - permitindo que Jakob evade a custódia.

### Fast X
Dom e Letty continuam a criar seu filho na casa Toretto, quando a equipe é designada uma nova missão em Roma. Embora Dom e Letty decidam ficar para trás, eles são visitados por Cipher, que lhes revela que Dante Reyes, o filho do falecido senhor da droga Hernan Reyes, que Dom e a tripulação roubaram em Cinco Rápidos, está vindo por eles. Depois que Little Nobody confirma que não havia missão atribuída, Dom e Letty viajam a Roma para resgatá-los, mas seu fracasso em fazê-lo resulta em Letty ser preso enquanto Dante conquista com sucesso a equipe de Dom para a destruição. Dom é então visitado por Tess, filha do Sr. Nobody, que o avisa que tanto Dante quanto o novo líder da Agência, Aimes, estão vindo atrás dele. Dom então rastreia Dante no Rio de Janeiro, desafiando-o a uma corrida de rua, que ele perde depois de salvar Isabel Neves, a irmã de Elena, de um carro em que Dante colocou uma bomba. Dom é mais tarde apreendido por Aimes, mas os dois aparentemente formam uma aliança depois que Dante ataca o veículo em que estão. Consciente de que Dante vai atrás do pequeno Brian, Dom une forças com Jakob novamente e resgata o pequeno Brian de Dante, com Jakob se sacrificando para proteger Dom. Eles são logo encertados por dois caminhões controlados remotamente depois de chegarem a uma barragem, onde Dom tenta alertar sua equipe da emboscada de Dante. Aimes revela sua lealdade a Dante momentos depois de derrubar o avião da equipe, e Dom escapa com o pequeno Brian, dirigindo para fora da barragem antes da colisão. Dante detona bombas que colocou na barragem logo depois que elas saem do carro do Dom, deixando seus destinos desconhecidos.

## Características
Dominic foi descrito como "um pai rude, mas carinhoso para seu grupo leal de renegados, fornecendo-lhes um churrasco, proteção e um código moral áspero para viver". Vin Diesel descreveu Dominic como "um personagem que é forte, que é um cuidador. " Em contraste com o relacionamento distante de Brian com seu pai, Dominic é mostrado a "por prioridade à família" e ser muito protetor de Mia. Ele também é implicado em ser religioso, insistindo que todos os membros numa mesa de jantar digam graça e que a primeira pessoa a comer deve abençoar a refeição. Dominic é de ascendência puertorriqueña. A avó portorricense é apresentada em Fast X.
Em The Fast and the Furious, revela-se que o temperamento volátil de Dominic provém de um incidente doloroso durante seus anos de adolescência, quando seu pai, um piloto de carros de estoque, foi morto em uma corrida depois que um motorista chamado Kenny Linder acidentalmente o enviou para a parede a 120 mph. Tristado pela morte de seu pai, Dominic atacou Linder uma semana depois com uma chave de torque e o deixou hospitalizado com graves ferimentos na cabeça. Dominic passou dois anos na prisão e foi proibido de correr para o ataque. Ele quase replica a ação enquanto luta contra Hobbs em Fast Five, apenas para (intencionalmente) perder a cabeça de Hobbs por um polegada quando Mia implorou-lhe para parar.
Em Fast Five, Dominic lembra a influência que seu pai teve sobre ele. Seu pai ajudava Mia com os trabalhos de casa todos os dias e a mandava para a cama, depois ficava acordado até tarde a ler o próximo capítulo para ter certeza de que podia ajudá-la no dia seguinte. Nos domingos, a família frequentava a igreja e oferecia um churrasco para o bairro; aqueles que não frequentavam a igreja não podiam ir ao churrasco.
No entanto, Dominic também é obcecado com corridas. No primeiro filme, ele diz: "Eu vivo minha vida um quarto de milha de cada vez. Nada mais importa: não a hipoteca, não a loja, não a minha equipe e toda a sua treta. Por esses dez segundos ou menos, eu sou livre". Em The Fate of the Furious, Cipher repete uma frase semelhante a Dominic para questionar sua lealdade à sua família. Ao longo da série, Dom mostra a força, resistência e reflexos de um atleta de classe mundial. Ele também é um excelente atirador e combatente de mão a mão.

## Carros

### O Carro de Dominic

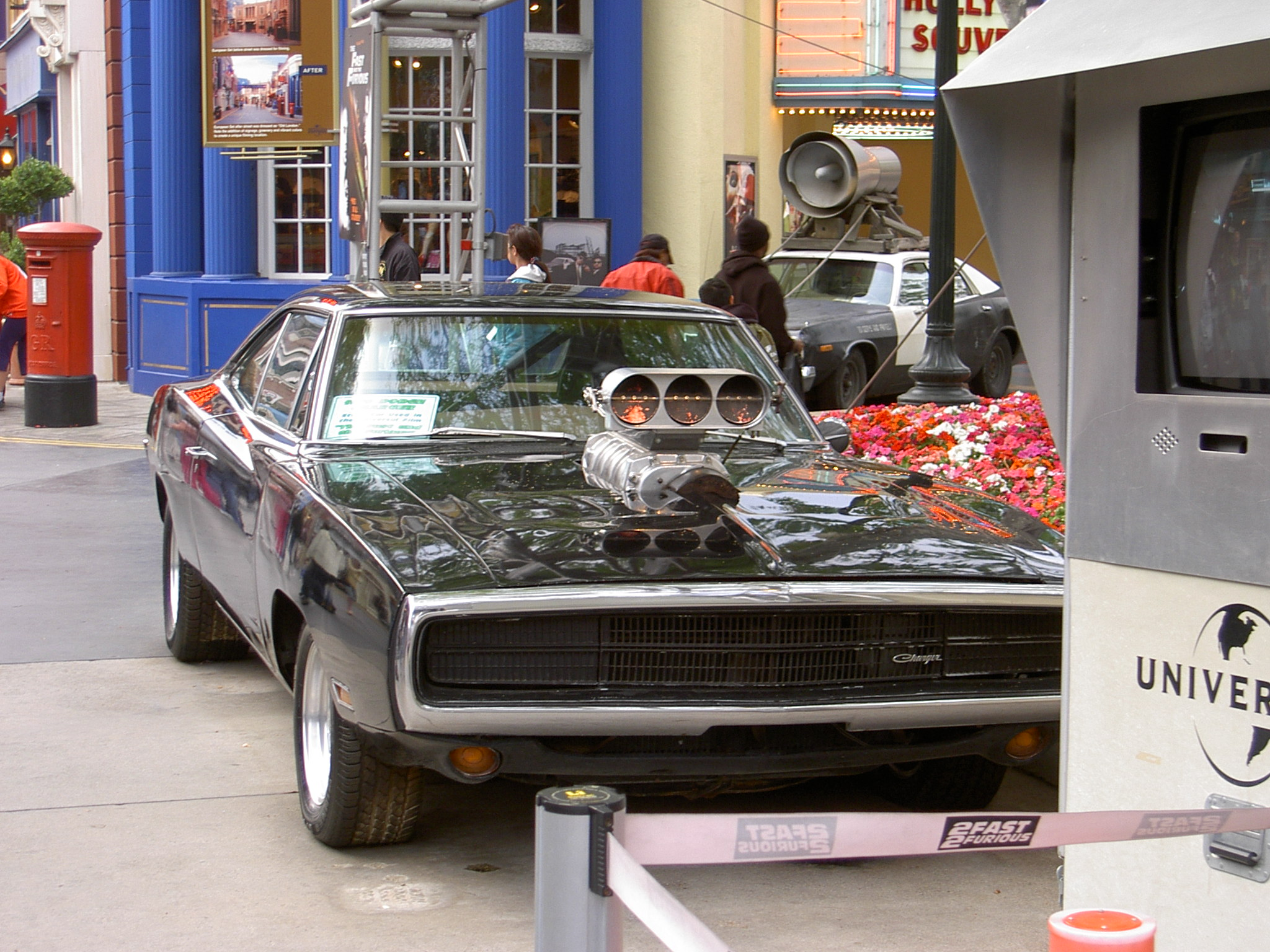
O Dodge Charger R/T de 1970 do Dominic em exposição nos Universal Studios Hollywood.

Em quatro dos filmes, Dom conduziu o Dodge Charger preto de 1970 de seu falecido pai. No primeiro filme, Dom diz a Brian que ele e seu pai construíram o carro de 900 cavalos, mas que ele nunca o tinha dirigido, porque "a assusta até o chão dele". Dom o usa para ajudar Brian atacando um dos secuaços de Tran.[him] Mais tarde, ele corre com o Supra de Brian; no entanto, ele o totaliza quando choca com um caminhão.
Em Fast & Furious, ele vê que Letty reconstruiu para ele, já que ela estava esperando que ele retornasse aos Estados Unidos. Mais tarde no filme, Dom leva-o para o México e protege o carro de Brian com ele, mas o destrói correndo em uma pilha de recipientes de Propano nos túneis. Na cena final do filme, Brian é mostrado como tendo reconstruído, e Dom reconhece o som do motor enquanto viaja em um ônibus da prisão. Em Fast Five, mostra-se que Brian frena na frente do ônibus, fazendo com que o ônibus colide com ele e volte. Dom usa-o durante todo o filme para ganhar carros para testar o roubo de cofre. Enquanto isso, Hobbs usa-o para rastrear a localização da gangue de Dom, fazendo com que seus homens verifiquem as câmeras de um 1970 Charger. Quando Hobbs vem prender o Dom, ele bate o seu Gurkha F5 no seu Charger, cortando-o ao meio, o que desencadeia uma briga entre os dois.
Em Furious 7, perto do fim do filme ele vai para a sua casa que foi recentemente explodida por Deckard Shaw, e na garagem está o seu Chargercoberto. Ele descobre que revela um novo aspecto ligeiramente diferente. Ele leva o Charger para o topo de um telhado onde enfrenta o Shaw em um jogo de galinha. Quando o estacionamento mais tarde está a desmoronar devido a mísseis, Toretto o desliza do edifício destruindo-o novamente.
O carro parece sem capuz na F9.
O carro passa por algumas mudanças. No primeiro filme, é cromado, enquanto no quarto filme é preto, com uma cobertura extra de grel. No quinto filme é preto mate, com rodas pretas e o supercharger removidos. No sétimo filme, o Charger de Torretto tem o supercharger novamente. O carro ainda tem acabamento preto, mas não é mais preto mate, mas preto metálico. Também um conjunto diferente de rodas. Em F9, mais uma vez se assemelha ao primeiro filme com Silver Trim.
Em Fast & Furious 6, Dom dá a seu sobrinho Jack uma réplica de seu Black Charger, na esperança de mantê-lo longe dos hábitos de Brian de favorecer as importações. Mais tarde no filme, Dom dirige um Dodge Charger Daytona de marrom, que é adquirido por Tej Parker em um leilão de carros em Londres. Embora não seja o mesmo carro que o seu Charger preto, é um acento direto ao Charger.
No final de Furious 7, Toretto é visto com o Project Maximus Ultra 1968 Dodge Charger.
Em The Fate of the Furious, Toretto dirige uma versão blindada de seu Charger habitual no confronto final do filme.
| Filme                                 | Carro                                        |
| ------------------------------------- | -------------------------------------------- |
| The Fast and the Furious              | 1995 Honda Civic                             |
| The Fast and the Furious              | 1993 Mazda RX-7                              |
| The Fast and the Furious              | 1970 Dodge Charger R/T                       |
| The Fast and the Furious              | 1994 Toyota Supra                            |
| The Fast and the Furious              | 1970 Chevrolet Chevelle SS (pós crédito)     |
| The Fast and the Furious: Tokyo Drift | 1970 Plymouth Road Runner                    |
| Fast & Furious                        | 1987 Buick GNX                               |
| Fast & Furious                        | 1970 Chevrolet Chevelle SS                   |
| Fast & Furious                        | 2009 Subaru Impreza WRX STI                  |
| Fast & Furious                        | 1970 Dodge Charger R/T                       |
| Fast & Furious                        | 1973 Chevrolet Camaro F-Bomb                 |
| Los Bandoleros                        | 1966 Pontiac Bonneville                      |
| Fast Five                             | 1970 Dodge Charger R/T                       |
| Fast Five                             | 1963 Chevrolet Corvette Stingray Grand Sport |
| Fast Five                             | 2011 Dodge Charger R/T carro de polícia      |
| Fast Five                             | 2010 Dodge Charger SRT8                      |
| Fast Five                             | 2009 Dodge Challenger SRT8                   |
| Fast & Furious 6                      | 2009 Dodge Challenger SRT8                   |
| Fast & Furious 6                      | BMW E60 M5 de 2010                           |
| Fast & Furious 6                      | 1969 Dodge Charger Daytona                   |
| Fast & Furious 6                      | 2013 Dodge Charger SRT8                      |
| Furious 7                             | 1974 Barracuda de Plymouth                   |
| Furious 7                             | 1970 Plymouth Road Runner                    |
| Furious 7                             | 1970 Dodge Charger                           |
| Furious 7                             | 2015 Dodge Charger                           |
| Furious 7                             | 2014 Lykan HyperSport                        |
| Furious 7                             | 1970 Dodge Charger R/T                       |
| Furious 7                             | 1968 Maximus Charger                         |
| The Fate of the Furious               | 1961 Chevrolet Impala Sport Coupe            |
| The Fate of the Furious               | 1950 Chevrolet Fleetline                     |
| The Fate of the Furious               | 2018 Dodge Challenger SRT Demon              |
| The Fate of the Furious               | 1971 Plymouth Road Runner GTX                |
| The Fate of the Furious               | 1968 Dodge Ice Charger                       |
| F9                                    | 1970 Dodge Charger Tantrum                   |
| F9                                    | 1970 Dodge Charger R/T                       |
| F9                                    | 2020 Dodge Charger Hellcat Redeye            |
| F9                                    | 1965 Dodge Charger                           |
| F9                                    | 1968 Dodge Charger 500                       |
| Fast X                                | 1970 Dodge Charger R/T                       |
| Fast X                                | 2020 Dodge Charger Hellcat Redeye            |
| Fast X                                | 2010 Dodge Charger SRT8 (câmera de arquivo)  |